# Галифреј
Галифреј (енгл. Gallifrey) је измишљена планета у британској научнофантастичној телевизијској серији Доктор Ху. Ово је планета са које потичу Временски господари, цивилизација којој припада главни протагониста серије, Доктор. Налази се у двојном звезданом систему 250 милиона светлосних година од Земље
Планета Галифреј је први пут приказана у епизоди Ратне игре (1969) током суђења Другом Доктору, али није наведено њено име до епоизоде Временски ратник (1973–74).
У обновљеној серији (од 2005), за Галифреј је првобитно наведено да је уништена током Временског рата, који је вођен између Временских господара и расе Далека. Појавила се у оквиру флешбека у епизоди „Звук бубњева” (2007), а детаљније је приказана у дводелној епизоди „Крај времена” (2009–10). У завршници епизоде „Дан Доктора” (2013), откривено је да је Галифреј у ствари преживео Временски рат, али да је замрзнут у времену и транпортован у мехурски универзум, пре него што је одмрзнут и појављује се током краја свемира у хронолошком реду пре епизоде „Ђаволски упоран” (2015). До епизоде „Спајфол” (2020), Галифреј је претворен у рушевине од стране Господара, који је описао да се планета поново крије у свом мехурском универзуму. На крају епизоде „Ванвременска деца” (2020), један од Докторових савезника, Ко Шармус, детонира „Честицу смрти” на Галифреју, која уништава сав органски живот на планети.
Тренуци у времену у којима се Галифреј појављује никад нису конкретно наведени. Како се до планете често стиже путовањем кроз време, њена релативна садашњост би могла да постоји практично било када током Земљине прошлости или будућности, као и било где у свемиру.